# Томас Канток

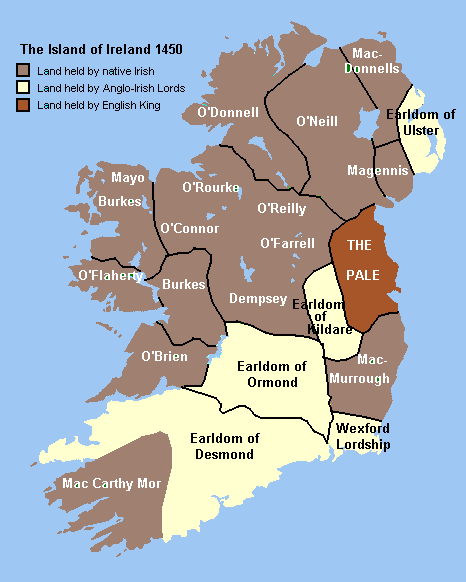
Ірландія в середні віки. Показані англійські володіння, володіння графів Ормонд та Фіцджеральд, володіння незалежних ірландських кланів та королівств.

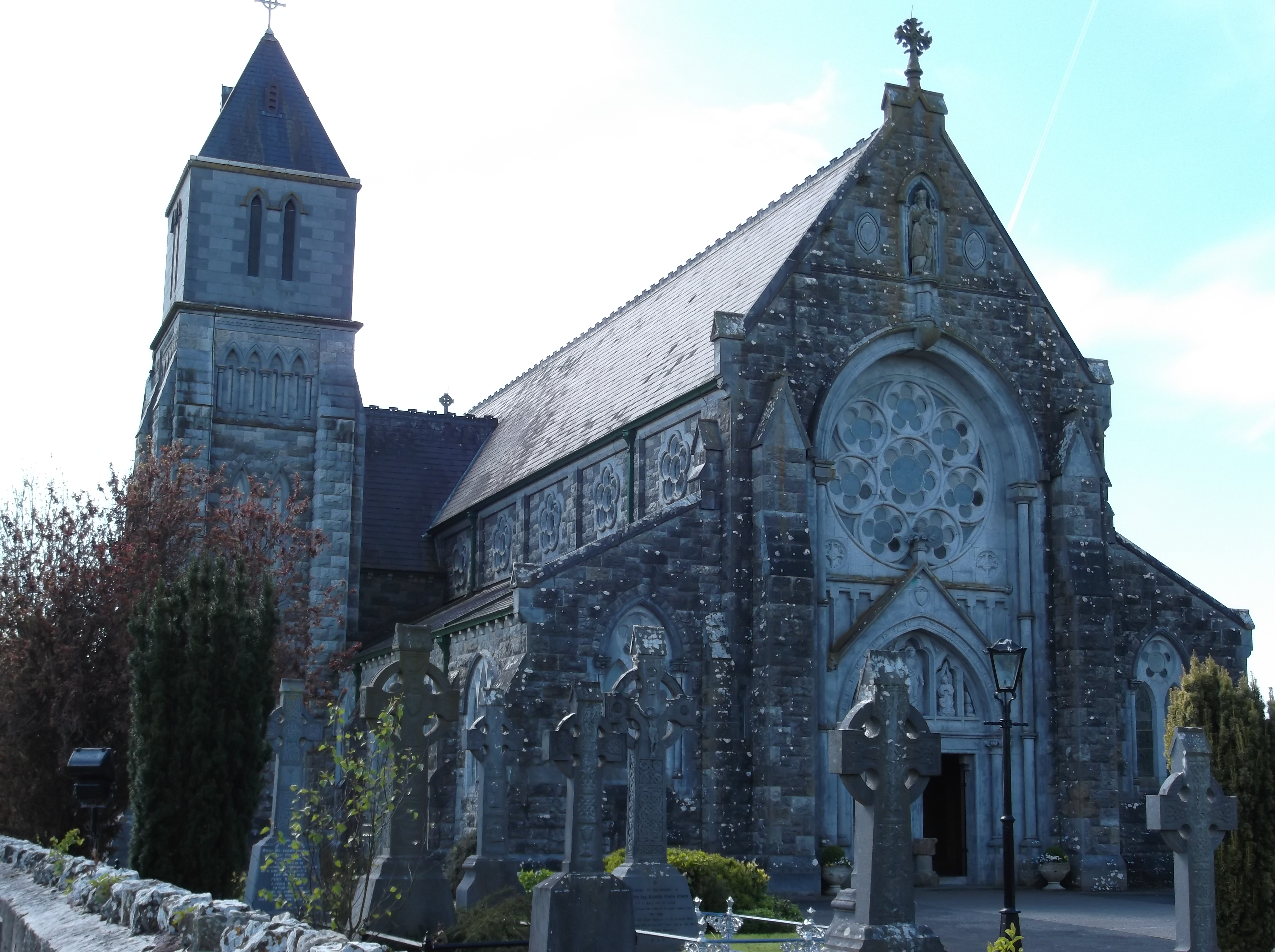
Церква Святого Ельма в Емлі, де Томас Канток став єпископом 1306 році.

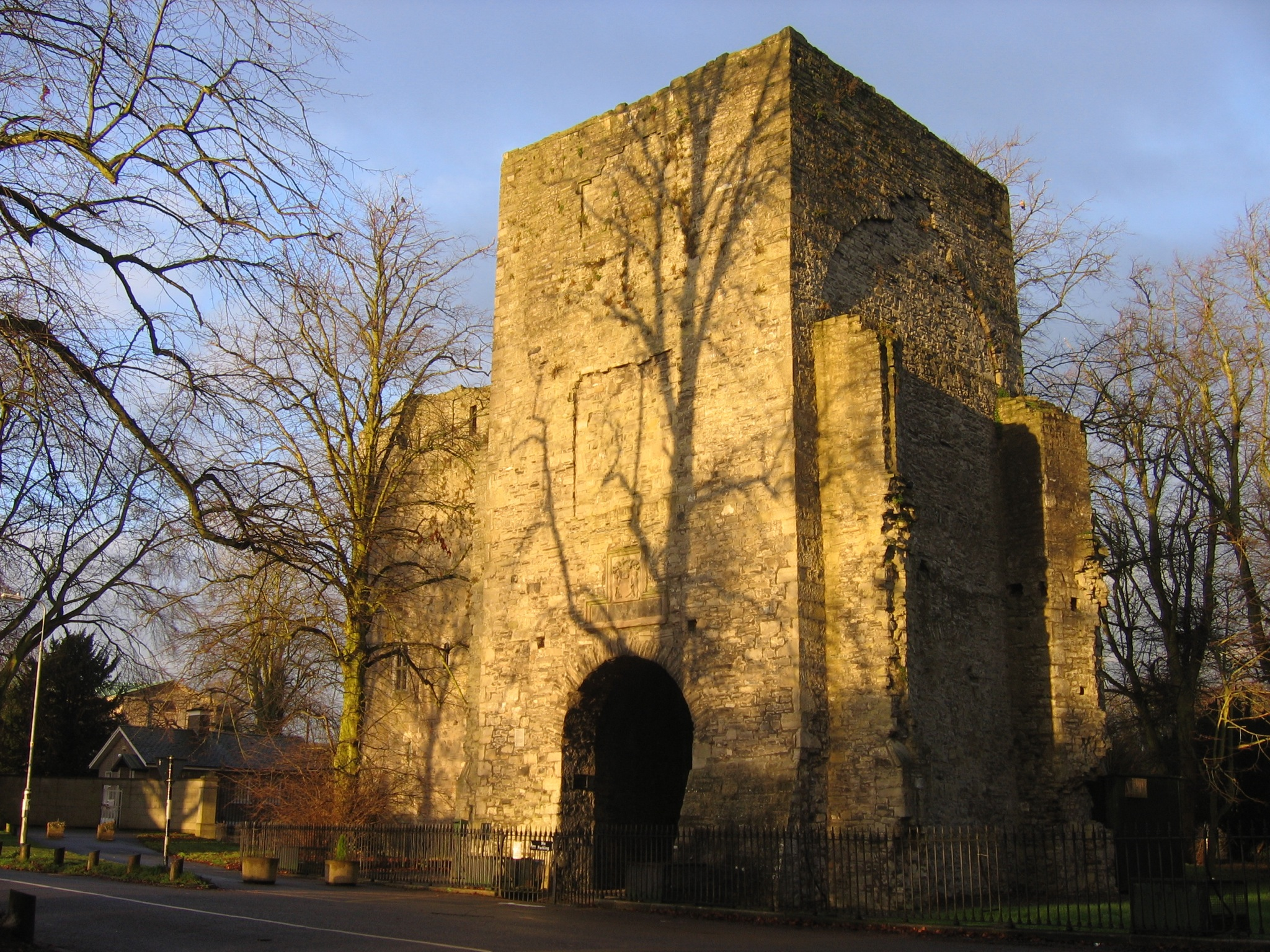
Замок Мейнут.

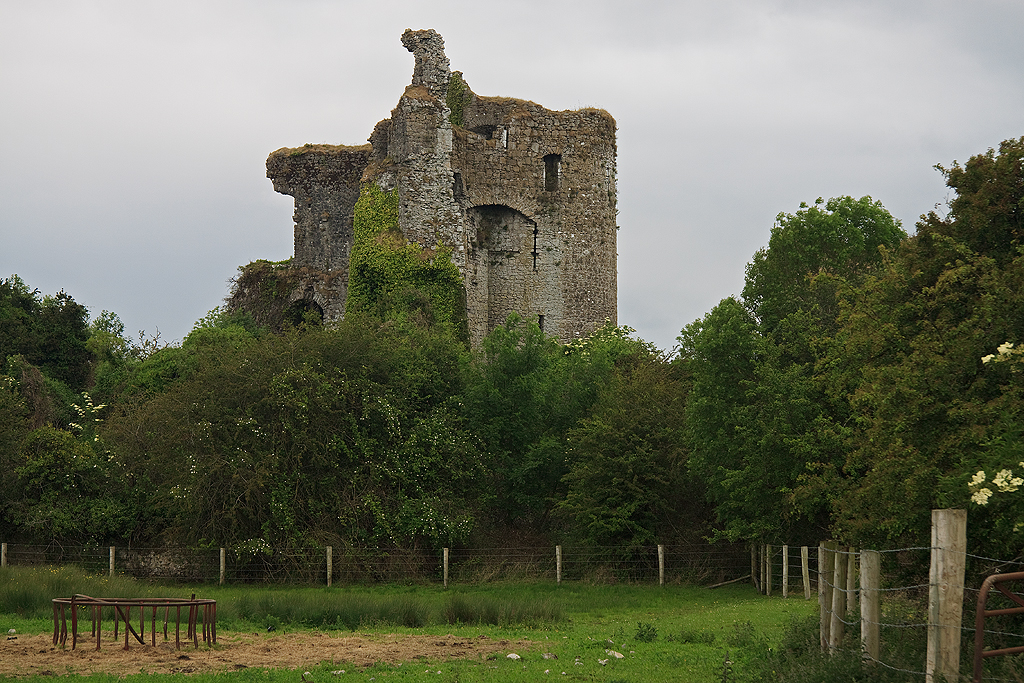
Руїни замку Лі.

Томас Канток або Томас Кванток (англ. - Thomas Cantock, Thomas Quantock, Thomas Cantok) (помер 3 лютого 1309) — ірландський священик, суддя, політик, церковний та державний діяч англійського походження, єпископ Емлі, лорд-канцлер Ірландії.

## Життєпис

### Походження та історичний фон
Історик О’Фланаган писав у 1870 році, що біограф Томаса Кантока зіткнувся з майже повною відсутністю інформації про нього. Сьогодні про нього відомо набагато більше: зокрема, петиція, з якою він звернувся до короля Англії та Ірландії в 1305 році, просячи прощення його боргів, проливає світло на його офіційні обов’язки та ілюструє неспокійні політичні умови, які ворохобили Ірландію в той час.
Томас Канток був англійцем за походженням і, ймовірно, був сином Роджера де Кантока або де Квантока, багатого та відомого купця з Брістоля. Петиція Роджера де Кантока до Корони Англії 1275 - 1276 років щодо майна в Брістолі знаходиться в Національному архіві Великобританії. Молодший Роджер де Канток, що відвідав Ірландію під час перебування Томаса на посаді лорд-канцлера Ірландії, можливо, щоб вимагати від нього деякі послуги, очевидно, був його братом; всього Томас Канток мав чотирьох братів. Інший брат, магістр Джон Канток, був свідком королівського наказу в Ірландії в 1303 році, що стосувався шлюбного контракту між Робертом Дардізом і Матильдою Рочфорт, а також суми, яку Роберт був зобов’язаний заплатити Матильді в разі розлучення. Джон став ректором Каррікфергуса. Джон і Томас явно були близькі, і Томас на смертному одрі довірив Велику Державну Печатку Ірландії своєму братові. Томаса Кантока часто називали «Майстер Томас»: згідно з тогочасним звичаєм це означало, що він мав вищу освіту, швидше за все, Оксфордського університету. Його брат Джон також називався Майстром Джоном. Свою кар’єру Томас Канток почав з посади клерка на королівській службі; він був відправлений королем Англії та Ірландії Едуардом I з місією до Шотландії в 1288 році. 

### Лорд-канцлер Ірландії
Відомо, що Томас Канток був людиною, «освіченою в законі», тобто мав юридичну освіту, був людиною яка мала певне невизначене призначення при Королівському дворі у Вестмінстері. Томас Канток виконував обов’язки заступника Джона Ленгтона, майстра рукописів Англії (юридична посада) у 1290 році. Перша духовну бенефіцію Томас Канток отримав у 1291 році.
Безсумнівно, його юридичний досвід був причиною призначення його лорд-канцлером Ірландії. Томас Канток обіймав посаду лорд-канцлера з 1292 по 1295 або 1296 роки, і знову займав цю посаду з 1306 по 1308 рік. Зберігся наказ «Таємний рукопис» 1298 року для виплати йому 20 фунтів стерлінгів, що становить половину зарплати, належної йому за його перший термін на посаді канцлера. Він регулярно відвідував Англію по офіційних справах, пов’язаних з Ірландією, і кілька разів виступав перед англійським парламентом з питань ірландського законодавства. Патентний список за 1295 рік свідчить про бурхливу офіційну діяльність на посаді лорд-канцлера Ірландії, більшу частину яких пов’язано з оголошення Томасом Кантоком королівського помилування. У 1300 році він був одним із трьох міністрів уряду, якому було доручено відібрати 300 гобеларів (вершників легка кавалерії) для війни з Шотландією, відправити їх до короля в Карлайл до середини літа та доставити для них достатньо їжі та вина.
Томас Канток був каноніком Емлі та пребендарієм Моллагімон, Кашел, графство Тіпперері, Ірландія. Він також був парафіяльним священиком Хардвіка, Лінкольншир, Англія.
Томас Канток був обраний єпископом Емлі в 1306 році і був встановлений єпископом на церемонії в Крайстчерчському соборі в Дубліні, після якої відбувся бенкет, на якому він пригостив спочатку ірландську шляхту, а потім громадян Дубліна, з пишністю, що «нечувана в ті часи». У 1307 році він отримав третю частину садиби Балліфермот від Вільяма Фіцвільяма та його дружини Ейвіс, що були з родини, яка з часом володіла більшою частиною Дубліна на південь від річки Ліффі. Відомо також, що він придбав землі в Чапелізоді, тодішньому селищі поблизу Дубліна.
На засіданні парламенту Ірландії, що відбулося в 1305 році, проти нього було висунуто ряд незначних скарг на неналежну поведінку, але, здається, жодна з них не була схвалена. Він помер 3 лютого 1309 року, «на наступний день після свята Очищення Пресвятої Богородиці». Його офіційні документи були передані виконавцями заповіту його наступнику Волтеру де Торнбері; ці записи збереглися. Його брат Джон Канток доставив Велику Державну Печатку Ірландії в Торнбері.
Історик О’Фланаган стверджує, що, судячи з небагатьох відомостей про нього, він, здається, був популярним і гостинним.
За словами історика Сміта, під час його перебування на посаді лорд-канцлера Ірландії серйозна пожежа знищила всі записи Канцелярії Ірландії; це згадка про Велику Дублінську пожежу 1304 року, яка знищила більшу частину середньовічного міста, а також практично всі офіційні ірландські документи, які зберігалися в абатстві Святої Марії.
З недатованого запису в Календарі канцелярських листів ми дійсно знаємо щось про позов, який він і Джон де Понц, суддя Суду загальних справ Ірландії, слухали. Це була вимога Джона де Когана щодо смертного вироку його предка, тобто про те, що він був законним власником через успадкування земель (здається, це були ліси в Мейнуті), яких він був незаконно позбавлений. Два судді винесли рішення на його користь.

### Петиція 1305 року
Багато інформації про життя і діяльність Томаса Кантока міститься в петиції, з якою він звернув до короля Англії Едуарда I у 1305 році з проханням пробачити йому його борги перед англійською короною. Він попросив короля звернути увагу на великі витрати, яких він зазнав «у важкий час», коли Джон Фіцджеральд, І граф Кілдер, захопив Річарда де Бурга, ІІ графа Ольстера. Оскільки на той час посада юстиціарія Ірландії була вакантною, Томас Канток направив якомога більше своїх людей для охорони країни, а коли його коштів виявилося недостатньо, він позичив 5 фунтів стерлінгів у якогось Річарда де Кардіффа. Окремо він попросив короля пам’ятати, що він також позичив 45 фунтів стерлінгів (дуже значну суму на той час) для організації шлюбу двох королівських підопічних, Джордана Дардіза (або Дардіза) та Альберта де Кенлі.
Частина петиції стосується чотиримісячного періоду в 1294 - 1295 років, коли граф Кілдер схопив і ув’язнив графа Ольстера в замку Лі, «що викликало занепокоєння всієї країни»; ірландський парламент зрештою домігся звільнення графа Ольстера.
Томас Канток звернувся за підтвердженням свого облікового запису до нинішнього судді. Сер Джон Воган, сказавши, що він точно чув правду про цю справу, «якщо він бажає це засвідчити».
Здається, клопотання було успішно виконано, оскільки підтвердження в «Таємному рукописі» стверджує, що Томасу Кантоку мають бути повернені кошти, які він витратив на державні справи. Корона, безсумнівно, пам’ятала, що наприкінці 1290-х років його зарплата була серйозною заборгова.